# Steffen Hofmann
Steffen Hofmann (Würzburg, 1980. szeptember 9. –) német labdarúgó, edző.

## Pályafutása

### Klubcsapatban
Pályafutásának korai éveit Steffen szülővárosának csapatában, a Würzburger FV-ben töltötte, majd 1996-ban csatlakozott a Bayern München ifjúsági csapatához. A következő idényben utánpótlás bajnoki címet szereztek, 2000-től pedig a Bayern München Amatőr csapatában kapott lehetőséget, ami az utolsó lépcsőfok volt a bajorok nagy csapata előtt. Ott azonban mindössze egy mérkőzésen jutott szóhoz, 2001. október 21-én Claudio Pizarrót váltotta az 1. FC Köln elleni bajnoki 90. percében.(Miközben a tartalékok között 57 mérkőzésen 21 gólt termelt.) 
2002-ben az osztrák Rapid Wien labdarúgója lett, és hamarosan a szurkolók kedvencévé vált. Andreas Ivanschitzcel nagyszerű középpályás-kettőst alkottak a pálya közepén, a 2004-2005-ös idény végén a Rapid 31. bajnoki elsőségét ünnepelhették. 2005 januárjában úgy döntött, hogy Németországba, a TSV 1860 Münchenhez szerződik, azonban nem tudta ugyanazt a teljesítményt nyújtani, így egy idény után visszatért a Rapidhoz.
Mindjárt a szezon elején megsérült, csak október végén térhetett vissza a csapatba, azóta azonban kihagyhatatlan tagja a bécsiek csapatának. 2009-ben újabb bajnoki címet ünnepelhetett, valamint másodszorra választották meg az év játékosának. Játékstílusát tekintve amolyan irányító középpályás, az utolsó passzok embere, akit ezért és technikai tudásáért, valamint a klubhoz való hűségéért kedvelnek a Rapid szurkolói.

### A válogatottban
Az Osztrák labdarúgó-szövetség 2005-ben igyekezett meggyőzni  Hofmannt, hogy szerepeljen az osztrák válogatottban. Ennek elviekben nem lett volna akadálya, mert ugyan Hofmann Németországban született, felesége osztrák állampolgár, azonban a FIFA elutasította a kérelmet, mondván ifjúsági szinten pályára lépett a németek több korosztályos válogatottjában is.

## Statisztika
| Klub                       | Szezon            | Bajnokság         | Bajnokság     | Bajnokság | Kupa          | Kupa  | Nemzetközi    | Nemzetközi | Összesen      | Összesen | Forrás |
| Klub                       | Szezon            | Bajnokság         | Pályára lépés | Gólok     | Pályára lépés | Gólok | Pályára lépés | Gólok      | Pályára lépés | Gólok    | Forrás |
| -------------------------- | ----------------- | ----------------- | ------------- | --------- | ------------- | ----- | ------------- | ---------- | ------------- | -------- | ------ |
| Bayern München Amatőr      | 2000–01           | Regionalliga Süd  | 26            | 7         | —             | —     | —             | —          | 26            | 7        | [ 1 ]  |
| Bayern München Amatőr      | 2001–02           | Regionalliga Süd  | 31            | 14        | —             | —     | —             | —          | 31            | 14       | [ 2 ]  |
| Bayern München Amatőr      | Összesen          | Összesen          | 57            | 21        | —             | —     | —             | —          | 57            | 21       | —      |
| Bayern München             | 2001–02           | Bundesliga        | 1             | 0         | 0             | 0     | 0             | 0          | 1             | 0        | [ 2 ]  |
| Rapid Wien                 | 2002–03           | Bundesliga        | 30            | 5         | 0             | 0     | —             | —          | 30            | 5        | [ 3 ]  |
| Rapid Wien                 | 2003–04           | Bundesliga        | 27            | 10        | 2             | 0     | —             | —          | 29            | 10       | [ 3 ]  |
| Rapid Wien                 | 2004–05           | Bundesliga        | 32            | 8         | 3             | 2     | 4             | 2          | 39            | 12       | [ 3 ]  |
| Rapid Wien                 | 2005–06           | Bundesliga        | 20            | 3         | 0             | 0     | 9             | 2          | 29            | 5        | [ 3 ]  |
| Rapid Wien                 | Összesen          | Összesen          | 109           | 26        | 5             | 2     | 13            | 4          | 127           | 32       | —      |
| 1860 München               | 2005–06           | Bundesliga 2.     | 16            | 2         | 1             | 0     | —             | —          | 17            | 2        | [ 4 ]  |
| Rapid Wien                 | 2006–07           | Bundesliga        | 19            | 1         | 0             | 0     | —             | —          | 19            | 1        | [ 3 ]  |
| Rapid Wien                 | 2007–08           | Bundesliga        | 36            | 10        | —             | —     | 8             | 8          | 44            | 18       | [ 3 ]  |
| Rapid Wien                 | 2008–09           | Bundesliga        | 34            | 12        | 3             | 1     | 2             | 0          | 39            | 13       | [ 3 ]  |
| Rapid Wien                 | 2009–10           | Bundesliga        | 36            | 20        | 3             | 0     | 12            | 5          | 51            | 25       | [ 3 ]  |
| Rapid Wien                 | 2010–11           | Bundesliga        | 25            | 5         | 4             | 0     | 8             | 3          | 37            | 8        | [ 3 ]  |
| Rapid Wien                 | 2011–12           | Bundesliga        | 32            | 6         | 2             | 0     | 0             | 0          | 34            | 6        | [ 3 ]  |
| Rapid Wien                 | 2012–13           | Bundesliga        | 20            | 2         | 2             | 1     | 6             | 1          | 28            | 4        | [ 3 ]  |
| Rapid Wien                 | 2013–14           | Bundesliga        | 32            | 5         | 0             | 0     | 9             | 0          | 41            | 5        | [ 3 ]  |
| Rapid Wien                 | 2014–15           | Bundesliga        | 36            | 4         | 4             | 0     | 2             | 0          | 42            | 4        | [ 3 ]  |
| Rapid Wien                 | 2015–16           | Bundesliga        | 29            | 4         | 2             | 0     | 7             | 3          | 38            | 7        | [ 3 ]  |
| Rapid Wien                 | Összesen          | Összesen          | 299           | 69        | 20            | 2     | 52            | 20         | 371           | 91       | —      |
| Karrier összegzés          | Karrier összegzés | Karrier összegzés | 482           | 118       | 26            | 4     | 65            | 24         | 573           | 146      | —      |
| Frissítve: 2016. május 28. |                   |                   |               |           |               |       |               |            |               |          |        |

## Sikerei, díjai

### Egyéni
- Az év osztrák labdarúgója: 2004, 2009

### Klub
Bayern München ifjúsági csapat
- Német B-ifjúsági Bajnokság: 1997

SK Rapid Wien
- Osztrák bajnokság
- bajnok: 2004–05, 2007–08

## Fordítás
Ez a szócikk részben vagy egészben  a   Steffen Hofmann című angol Wikipédia-szócikk fordításán alapul.  Az eredeti cikk szerkesztőit annak laptörténete sorolja fel. Ez a jelzés csupán a megfogalmazás eredetét és a szerzői jogokat jelzi, nem szolgál a cikkben szereplő információk forrásmegjelöléseként.

## Külső hivatkozások
- Steffen Hofmann a fussballdaten.de oldalán (németül)